# Speyerer Linie (Isoglosse)

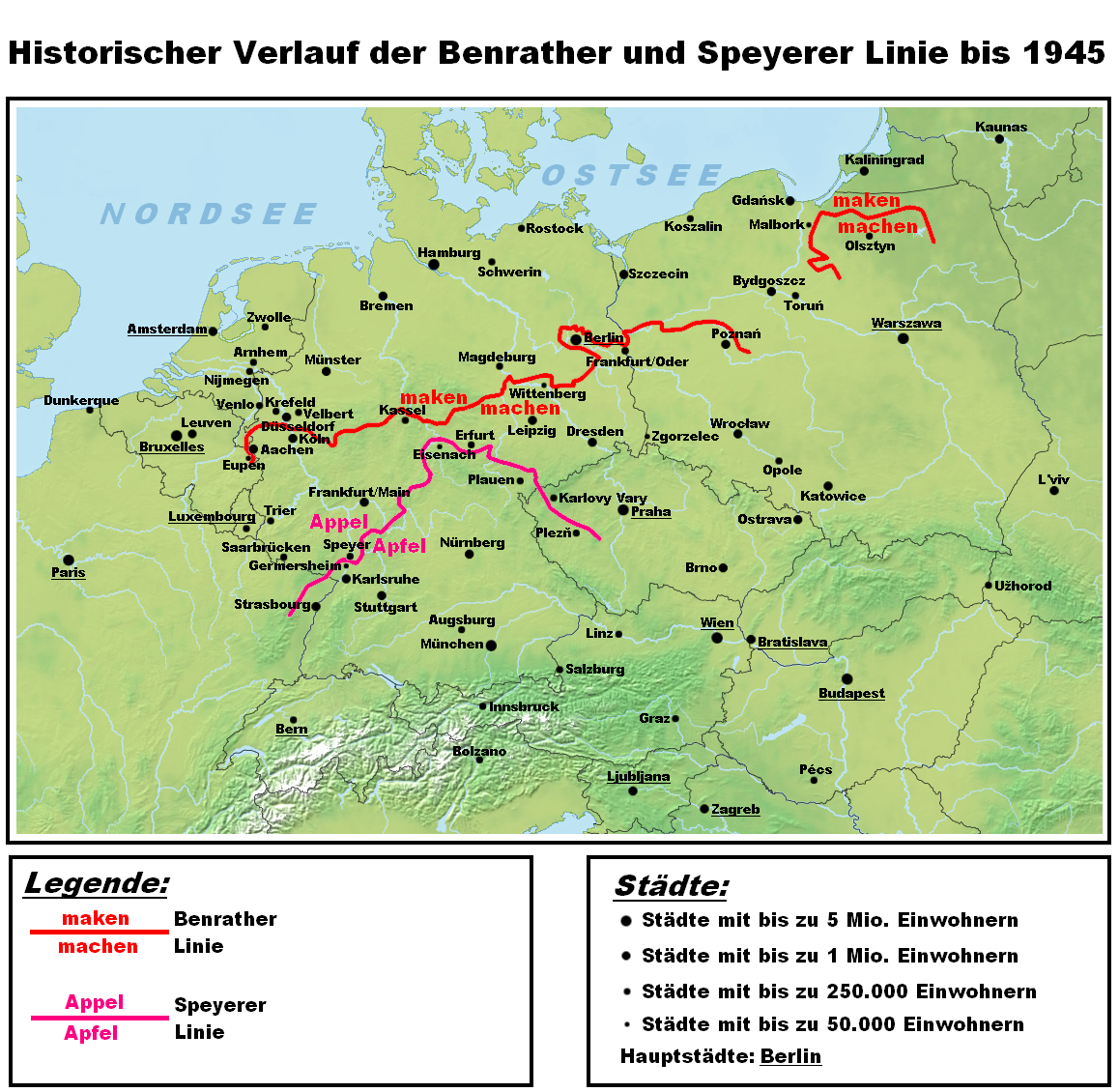
Die Benrather und die Speyerer Linie als Dialektgrenzen zwischen dem nieder- und mitteldeutschen Sprachraum, beziehungsweise dem Mittel- und dem Oberdeutschen

Die Speyerer Linie, auch als appel/apfel-Linie („Äppeläquator“ im Spessart) sowie als Main-Linie (die Isoglosse überschreitet bei Faulbach, Freudenberg (Baden) und Großheubach mehrfach den Main) bezeichnet, stellte lange Zeit in der modernen Germanistik jene Isoglosse innerhalb des westgermanischen Dialektkontinuums, die nach Georg Wenker und Ferdinand Wrede  die oberdeutschen Dialekte von den mitteldeutschen trennte.
Die Isoglosse hat ihren einstigen Rang als Hauptscheidelinie zwischen Mittel- und Oberdeutsch verloren, da sie einen großen Teilbereich des Thüringischen zum Letzteren schlug. Ihre Rolle übernahm nun mit der Germersheim-Geisa-Hof-Linie eine wesentlich weiter südlich befindliche Isoglosse, die seitdem beide Dialekträume trennt.

## Kennzeichen und Verlauf
Die Dialekte südlich der Speyerer Linie, die Oberdeutschen, haben zwar die hochdeutsche Lautverschiebung mit dem Wandel /pp/ → /pf/ (Appel zu Apfel, Pund zu Pfund) in stärkerem Maße vollzogen als die Dialekte nördlich davon, aber diese Lautverschiebung setzte sich nicht vollständig durch. Sie wurde nur am südlichen Rand des deutschen Sprachgebietes, im Hochalemannischen und im Tirolerischen, durch den Wechsel /k/ → /kch/ vollständig und konsequent durchgeführt.
Die Speyerer Linie beginnt, gleich der Karlsruher und der Germersheim-Geisa-Hof-Linie, in den Vogesen, wo alle drei Isoglossen bei Weißenburg die Lauter überschreiten. Nachdem diese die Lauter überschritten haben, verläuft die Karlsruher nun in südöstlicher Richtung der Lauter entlang, bis sie auf den Rhein stößt. Diesem folgt sie linksrheinisch bis südlich von Karlsruhe, wo sie bei Ettlingen diesen überschreitet. 
Bei Germersheim trennen sich die Speyerer und die Germersheim-Geisa-Hof-Linie voneinander; bei Eberbach überschreitet die Speyerer Linie den Neckar und südlich von Speyer den Rhein.
Bei Vacha stößt die Germersheim-Geisa-Hof-Linie wieder auf die Speyerer Linie, der sie bis Gemünden folgt, bevor sie sich dort erneut von der Speyerer Linie trennt. Nun verläuft die Speyerer Linie entlang der westlichen Spessart-Seite und überschreitet am Mainviereck mehrfach den Main.
Die Speyerer Linie folgt nun der Rhön und dem Thüringer Wald, um dann dem Elstergebirge bis zur deutsch-tschechischen Grenze zu folgen. Diese Linie verläuft in etwa entlang der Städte Eisenach – Arnstadt – Rudolstadt – Plauen. Bei Karlsbad überschritt die Speyerer Linie die deutsche Grenze und verlief nun bis nördlich von Pilsen.
In Tschechien ist die Speyerer Linie seit 1945 obsolet, da die deutschböhmischen Dialekte mit der Vertreibung der deutschsprachigen Bevölkerung dem Tschechischen gewichen sind.